# Clasificación para la Eurocopa de fútbol sala de 2007
En la clasificación para la Eurocopa de fútbol sala de 2007, tomaron parte un total de 36 selecciones nacionales pertenecientes a la UEFA para lograr una de las siete plazas disponibles para la fase final, a realizarse en Portugal. La Selección de Portugal estaba clasificada de oficio por ser el país anfitrión.

## Formato
El formato elegido para la fase de clasificación consistió en dos fases, una fase preliminar (con 12 selecciones) y una fase clasificatoria (con 28 selecciones). El sorteo para la distribución de los diversos grupos tuvo lugar el 2 de octubre de 2007 en la ciudad suiza de Nyon. Para el sorteo se designaron siete cabezas de serie: España (Actual Campeona de Europa), Italia, Rusia, Ucrania, República Checa, Holanda y Eslovenia.

### Fase Preliminar
En esta primera ronda tomaron parte 12 selecciones, las más débiles según los criterios de la UEFA. Entre ellas se encontraban las selecciones de Turquía y Malta que hacían su debut en una Eurocopa de Fútbol sala.De cada grupo se clasificaba para la ronda de clasificación el campeón y los dos mejores segundos. Por ello la selección de Letonia que había finalizado segunda de su grupo quedó eliminada.
| Grupo A   | Grupo B    | Grupo C    |
| --------- | ---------- | ---------- |
| Albania   | Bulgaria   | Chipre     |
| Armenia   | Letonia    | Georgia    |
| Finlandia | Inglaterra | Kazajistán |
| Turquía   | Rumanía    | Malta      |

Los grupos se disputaron a partido único entre el 15 y el 21 de enero de 2007. Y las sedes elegidas para dichos grupos fueron Vantaa(Finlandia), Deva (Rumanía) y Paola (Malta).

#### Grupo A
| Equipo    | Pts | PJ | PG | PE | PP | GF | GC |
| --------- | --- | -- | -- | -- | -- | -- | -- |
| Turquía   | 7   | 3  | 2  | 1  | 0  | 16 | 10 |
| Finlandia | 7   | 3  | 2  | 1  | 0  | 15 | 10 |
| Armenia   | 3   | 3  | 1  | 0  | 2  | 10 | 13 |
| Albania   | 0   | 3  | 0  | 0  | 3  | 8  | 16 |

| Fecha               | Lugar  |           |                       | Resultado |                       |           |
| ------------------- | ------ | --------- | --------------------- | --------- | --------------------- | --------- |
| 18 de enero de 2007 | Vantaa | Albania   | Bandera de Albania    | 3:6       | Bandera de Turquía.   | Turquía   |
| 18 de enero de 2007 | Vantaa | Finlandia | Bandera de Finlandia. | 5:3       | Bandera de Armenia.   | Armenia   |
| 19 de enero de 2007 | Vantaa | Armenia   | Bandera de Armenia.   | 5:3       | Bandera de Albania    | Albania   |
| 19 de enero de 2007 | Vantaa | Finlandia | Bandera de Finlandia. | 5:3       | Bandera de Turquía.   | Turquía   |
| 21 de enero de 2007 | Vantaa | Turquía   | Bandera de Turquía.   | 5:5       | Bandera de Armenia.   | Armenia   |
| 21 de enero de 2007 | Vantaa | Albania   | Bandera de Albania    | 2:5       | Bandera de Finlandia. | Finlandia |

#### Grupo B
| Equipo     | Pts | PJ | PG | PE | PP | GF | GC |
| ---------- | --- | -- | -- | -- | -- | -- | -- |
| Rumanía    | 9   | 3  | 3  | 0  | 0  | 24 | 6  |
| Letonia    | 6   | 3  | 2  | 0  | 1  | 8  | 8  |
| Bulgaria   | 3   | 3  | 1  | 0  | 2  | 12 | 14 |
| Inglaterra | 0   | 3  | 0  | 0  | 3  | 7  | 23 |

| Fecha               | Lugar |            |                        | Resultado |                        |            |
| ------------------- | ----- | ---------- | ---------------------- | --------- | ---------------------- | ---------- |
| 18 de enero de 2007 | Deva  | Letonia    | Bandera de Letonia.    | 2:0       | Bandera de Bulgaria.   | Bulgaria   |
| 18 de enero de 2007 | Deva  | Rumanía    | Bandera de Rumania.    | 9:2       | Bandera de Inglaterra. | Inglaterra |
| 18 de enero de 2007 | Deva  | Inglaterra | Bandera de Inglaterra. | 1:5       | Bandera de Letonia.    | Letonia    |
| 19 de enero de 2007 | Deva  | Rumanía    | Bandera de Rumania.    | 8:3       | Bandera de Bulgaria.   | Bulgaria   |
| 21 de enero de 2007 | Deva  | Bulgaria   | Bandera de Bulgaria.   | 9:4       | Bandera de Inglaterra. | Inglaterra |
| 21 de enero de 2007 | Deva  | Letonia    | Bandera de Letonia.    | 1:7       | Bandera de Rumania.    | Rumanía    |

#### Grupo C
| Equipo     | Pts | PJ | PG | PE | PP | GF | GC |
| ---------- | --- | -- | -- | -- | -- | -- | -- |
| Kazajistán | 9   | 3  | 3  | 0  | 0  | 23 | 4  |
| Chipre     | 6   | 3  | 2  | 0  | 1  | 14 | 8  |
| Georgia    | 3   | 3  | 1  | 0  | 2  | 7  | 10 |
| Malta      | 0   | 3  | 0  | 0  | 3  | 3  | 25 |

| Fecha               | Lugar |            |                        | Resultado |                        |            |
| ------------------- | ----- | ---------- | ---------------------- | --------- | ---------------------- | ---------- |
| 18 de enero de 2007 | Paola | Georgia    | Bandera de Georgia.    | 1:4       | Bandera de Kazajistán. | Kazajistán |
| 18 de enero de 2007 | Paola | Malta      | Bandera de Malta.      | 1:7       | Bandera de Chipre.     | Chipre     |
| 18 de enero de 2007 | Paola | Chipre     | Bandera de Chipre.     | 4:1       | Bandera de Georgia.    | Georgia    |
| 19 de enero de 2007 | Paola | Malta      | Bandera de Malta.      | 0:13      | Bandera de Kazajistán. | Kazajistán |
| 21 de enero de 2007 | Paola | Kazajistán | Bandera de Kazajistán. | 6:3       | Bandera de Chipre.     | Chipre     |
| 21 de enero de 2007 | Paola | Georgia    | Bandera de Georgia.    | 1:7       | Bandera de Malta.      | Malta      |

### Fase Clasificatoria
En esta segunda fase se incorporaron a los 5 clasifcados de la fase preliminar, otros 23 equipos, incluyendo a los cabezas de serie. El total de 28 equipos se distribuyó en 7 grupos, de los que el campeón obtuvo plaza par la fase final.
| Grupo A     | Grupo B    | Grupo C                | Grupo D      |
| ----------- | ---------- | ---------------------- | ------------ |
| Bielorrusia | Andorra    | Chipre                 | Azerbaiyán   |
| Francia     | Eslovaquia | España                 | Finlandia    |
| Italia      | Israel     | República de Macedonia | Países Bajos |
| Turquía     | Ucrania    | Polonia                | Serbia       |

| Grupo E         | Grupo F  | Grupo G   |
| --------------- | -------- | --------- |
| Bosnia          | Grecia   | Bélgica   |
| Croacia         | Hungría  | Eslovenia |
| Kazajistán      | Lituania | Moldavia  |
| República Checa | Rusia    | Rumanía   |

Los grupos se disputaron a partido único entre el 18 y el 1 de marzo de 2007. Y las sedes elegidas para dichos grupos fueron Martina Franca (Italia), Andorra la Vieja (Andorra), Pinto (España), Geleen (Países Bajos), Split (Croacia), Dabas (Hungría) y Laško (Eslovenia).

#### Grupo A
| Equipo      | Pts | PJ | PG | PE | PP | GF | GC |
| ----------- | --- | -- | -- | -- | -- | -- | -- |
| Italia      | 9   | 3  | 3  | 0  | 0  | 26 | 4  |
| Bielorrusia | 6   | 3  | 2  | 0  | 1  | 9  | 8  |
| Francia     | 3   | 3  | 1  | 0  | 2  | 8  | 21 |
| Turquía     | 0   | 3  | 0  | 0  | 3  | 7  | 17 |

| Fecha                 | Lugar          |             |                         | Resultado |                         |             |
| --------------------- | -------------- | ----------- | ----------------------- | --------- | ----------------------- | ----------- |
| 23 de febrero de 2007 | Martina franca | Bielorrusia | Bandera de Bielorrusia. | 3:1       | Bandera de Turquía.     | Turquía     |
| 23 de febrero de 2007 | Martina franca | Italia      | Bandera de Italia.      | 12:1      | Bandera de Francia.     | Francia     |
| 24 de febrero de 2007 | Martina franca | Francia     | Bandera de Francia.     | 1:5       | Bandera de Bielorrusia. | Bielorrusia |
| 24 de febrero de 2007 | Martina franca | Italia      | Bandera de Italia.      | 8:2       | Bandera de Turquía.     | Turquía     |
| 26 de febrero de 2007 | Martina franca | Turquía     | Bandera de Turquía.     | 4:6       | Bandera de Francia.     | Francia     |
| 26 de febrero de 2007 | Martina franca | Bielorrusia | Bandera de Bielorrusia. | 1:6       | Bandera de Italia.      | Italia      |

#### Grupo B
| Equipo     | Pts | PJ | PG | PE | PP | GF | GC |
| ---------- | --- | -- | -- | -- | -- | -- | -- |
| Ucrania    | 9   | 3  | 3  | 0  | 0  | 19 | 4  |
| Eslovaquia | 6   | 3  | 2  | 0  | 1  | 14 | 11 |
| Israel     | 3   | 3  | 1  | 0  | 2  | 6  | 12 |
| Andorra    | 0   | 3  | 0  | 0  | 3  | 7  | 19 |

| Fecha                 | Lugar            |            |                        | Resultado |                        |            |
| --------------------- | ---------------- | ---------- | ---------------------- | --------- | ---------------------- | ---------- |
| 26 de febrero de 2007 | Andorra la Vieja | Ucrania    | Bandera de Ucrania.    | 3:0       | Bandera de Israel.     | Israel     |
| 26 de febrero de 2007 | Andorra la Vieja | Andorra    | Bandera de Andorra.    | 2:6       | Bandera de Eslovaquia. | Eslovaquia |
| 27 de febrero de 2007 | Andorra la Vieja | Eslovaquia | Bandera de Eslovaquia. | 2:7       | Bandera de Ucrania.    | Ucrania    |
| 27 de febrero de 2007 | Andorra la Vieja | Andorra    | Bandera de Andorra.    | 3:4       | Bandera de Israel.     | Israel     |
| 1 de marzo de 2007    | Andorra la Vieja | Israel     | Bandera de Israel.     | 2:6       | Bandera de Eslovaquia. | Eslovaquia |
| 1 de marzo de 2007    | Andorra la Vieja | Ucrania    | Bandera de Ucrania.    | 9:2       | Bandera de Andorra.    | Andorra    |

#### Grupo C
| Equipo                 | Pts | PJ | PG | PE | PP | GF | GC |
| ---------------------- | --- | -- | -- | -- | -- | -- | -- |
| España                 | 9   | 3  | 3  | 0  | 0  | 22 | 2  |
| Polonia                | 6   | 3  | 2  | 0  | 1  | 10 | 6  |
| República de Macedonia | 3   | 3  | 1  | 0  | 2  | 5  | 10 |
| Chipre                 | 0   | 3  | 0  | 0  | 3  | 3  | 22 |

| Fecha                 | Lugar |                        |                     | Resultado |                     |                        |
| --------------------- | ----- | ---------------------- | ------------------- | --------- | ------------------- | ---------------------- |
| 22 de febrero de 2007 | Pinto | Polonia                | Bandera de Polonia. | 8:0       | Bandera de Chipre.  | Chipre                 |
| 22 de febrero de 2007 | Pinto | España                 | Bandera de España.  | 6:1       |                     | República de Macedonia |
| 23 de febrero de 2007 | Pinto | República de Macedonia |                     | 1:2       | Bandera de Polonia. | Polonia                |
| 23 de febrero de 2007 | Pinto | España                 | Bandera de España.  | 11:1      | Bandera de Chipre.  | Chipre                 |
| 25 de febrero de 2007 | Pinto | Chipre                 | Bandera de Chipre.  | 2:3       |                     | República de Macedonia |
| 25 de febrero de 2007 | Pinto | Polonia                | Bandera de Polonia. | 0:5       | Bandera de España.  | España                 |

#### Grupo D
| Equipo       | Pts | PJ | PG | PE | PP | GF | GC |
| ------------ | --- | -- | -- | -- | -- | -- | -- |
| Serbia       | 7   | 3  | 2  | 1  | 0  | 17 | 5  |
| Azerbaiyán   | 5   | 3  | 1  | 2  | 0  | 17 | 12 |
| Países Bajos | 4   | 3  | 1  | 1  | 1  | 6  | 11 |
| Finlandia    | 0   | 3  | 0  | 0  | 3  | 4  | 16 |

| Fecha                 | Lugar  |              |                              | Resultado |                              |              |
| --------------------- | ------ | ------------ | ---------------------------- | --------- | ---------------------------- | ------------ |
| 22 de febrero de 2007 | Geleen | Serbia       | Bandera de Serbia.           | 6:0       | Bandera de Finlandia.        | Finlandia    |
| 22 de febrero de 2007 | Geleen | Países Bajos | Bandera de los Países Bajos. | 4:4       | Bandera de Azerbaiyán.       | Azerbaiyán   |
| 23 de febrero de 2007 | Geleen | Azerbaiyán   | Bandera de Azerbaiyán.       | 5:5       | Bandera de Serbia.           | Serbia       |
| 23 de febrero de 2007 | Geleen | Países Bajos | Bandera de los Países Bajos. | 2:1       | Bandera de Finlandia.        | Finlandia    |
| 25 de febrero de 2007 | Geleen | Finlandia    | Bandera de Finlandia.        | 3:8       | Bandera de Azerbaiyán.       | Azerbaiyán   |
| 25 de febrero de 2007 | Geleen | Serbia       | Bandera de Serbia.           | 6:0       | Bandera de los Países Bajos. | Países Bajos |

#### Grupo E
| Equipo          | Pts | PJ | PG | PE | PP | GF | GC |
| --------------- | --- | -- | -- | -- | -- | -- | -- |
| República Checa | 9   | 3  | 3  | 0  | 0  | 15 | 7  |
| Croacia         | 6   | 3  | 2  | 0  | 1  | 10 | 8  |
| Kazajistán      | 3   | 3  | 1  | 0  | 2  | 13 | 16 |
| Bosnia          | 0   | 3  | 0  | 0  | 3  | 9  | 16 |

| Fecha                 | Lugar |                 |                                  | Resultado |                                  |                 |
| --------------------- | ----- | --------------- | -------------------------------- | --------- | -------------------------------- | --------------- |
| 22 de febrero de 2007 | Split | República Checa | Bandera de República Checa.      | 6:4       | Bandera de Kazajistán.           | Kazajistán      |
| 22 de febrero de 2007 | Split | Croacia         | Bandera de Croacia.              | 4:2       | Bandera de Bosnia y Herzegovina. | Bosnia          |
| 23 de febrero de 2007 | Split | Bosnia          | Bandera de Bosnia y Herzegovina. | 2:4       | Bandera de República Checa.      | República Checa |
| 23 de febrero de 2007 | Split | Croacia         | Bandera de Croacia.              | 5:1       | Bandera de Kazajistán.           | Kazajistán      |
| 25 de febrero de 2007 | Split | Kazajistán      | Bandera de Kazajistán.           | 8:5       | Bandera de Bosnia y Herzegovina. | Bosnia          |
| 25 de febrero de 2007 | Split | República Checa | Bandera de República Checa.      | 5:1       | Bandera de Croacia.              | Croacia         |

#### Grupo F
| Equipo   | Pts | PJ | PG | PE | PP | GF | GC |
| -------- | --- | -- | -- | -- | -- | -- | -- |
| Rusia    | 9   | 3  | 3  | 0  | 0  | 17 | 1  |
| Hungría  | 6   | 3  | 2  | 0  | 1  | 13 | 7  |
| Lituania | 3   | 3  | 1  | 0  | 2  | 6  | 8  |
| Grecia   | 0   | 3  | 0  | 0  | 3  | 3  | 23 |

| Fecha                 | Lugar |          |                      | Resultado |                                  |          |
| --------------------- | ----- | -------- | -------------------- | --------- | -------------------------------- | -------- |
| 22 de febrero de 2007 | Dabas | Hungría  | Bandera de Hungría.  | 10:2      | Bandera de Grecia.               | Grecia   |
| 22 de febrero de 2007 | Dabas | Rusia    | Bandera de Rusia.    | 4:1       | Bandera de Lituania.             | Lituania |
| 23 de febrero de 2007 | Dabas | Hungría  | Bandera de Hungría.  | 3:0       | Bandera de Lituania.             | Lituania |
| 23 de febrero de 2007 | Dabas | Rusia    | Bandera de Rusia.    | 8:0       | Bandera de Grecia.               | Grecia   |
| 25 de febrero de 2007 | Dabas | Lituania | Bandera de Lituania. | 5:1       | Bandera de Bosnia y Herzegovina. | Bosnia   |
| 25 de febrero de 2007 | Dabas | Rusia    | Bandera de Rusia.    | 5:0       | Bandera de Hungría.              | Hungría  |

#### Grupo G
| Equipo    | Pts | PJ | PG | PE | PP | GF | GC |
| --------- | --- | -- | -- | -- | -- | -- | -- |
| Rumanía   | 6   | 3  | 2  | 0  | 1  | 10 | 7  |
| Eslovenia | 6   | 3  | 2  | 0  | 1  | 11 | 7  |
| Bélgica   | 6   | 3  | 2  | 0  | 1  | 7  | 7  |
| Moldavia  | 0   | 3  | 0  | 0  | 3  | 6  | 13 |

| Fecha                 | Lugar |           |                       | Resultado |                       |           |
| --------------------- | ----- | --------- | --------------------- | --------- | --------------------- | --------- |
| 22 de febrero de 2007 | Laško | Eslovenia | Bandera de Eslovenia. | 6:2       | Bandera de Moldavia.  | Moldavia  |
| 22 de febrero de 2007 | Laško | Bélgica   | Bandera de Bélgica.   | 1:4       | Bandera de Rumania.   | Rumanía   |
| 23 de febrero de 2007 | Laško | Eslovenia | Bandera de Eslovenia. | 4:2       | Bandera de Rumania.   | Rumanía   |
| 23 de febrero de 2007 | Laško | Bélgica   | Bandera de Bélgica.   | 3:2       | Bandera de Moldavia.  | Moldavia  |
| 25 de febrero de 2007 | Laško | Moldavia  | Bandera de Moldavia.  | 2:4       | Bandera de Rumania.   | Rumanía   |
| 25 de febrero de 2007 | Laško | Bélgica   | Bandera de Bélgica.   | 3:1       | Bandera de Eslovenia. | Eslovenia |

## Países Clasificados
| España | Italia | República Checa | Rumania | Rusia | Serbia | Ucrania |
| ------ | ------ | --------------- | ------- | ----- | ------ | ------- |

## Goleadores
| Jugador         | Selección       | Goles |
| --------------- | --------------- | ----- |
| Sandro Zanetti  | Italia          | 7     |
| Tomáš Sluka     | República Checa | 7     |
| Voitech Varady  | Eslovaquia      | 6     |
| Cihan Özkan     | Turquía         | 6     |
| Álvaro Aparicio | España          | 5     |
| Adriano Foglia  | Italia          | 5     |
| Roman Mareš     | República Checa | 5     |